# 瑟夫城 (北卡羅萊納州)
瑟夫城（英語：Surf City）是一個位於美國北卡羅萊納州昂斯洛縣、彭德縣的城鎮。

## 人口
根據2020年美國人口普查的數據，瑟夫城的面積為25.60平方千米，當中陸地面積為19.70平方千米，而水域面積為5.90平方千米。當地共有人口3867人，而人口密度為每平方千米151人。